# 阿曼达·克伦威尔
阿曼达·克伦威尔（英語：Amanda Cromwell，1970年6月15日—），美国女子足球运动员。她曾入选1996年夏季奥林匹克运动会美国女子足球队名单，但并未上场参赛。她也曾参加1995年女子足球世界杯。